# Palembang

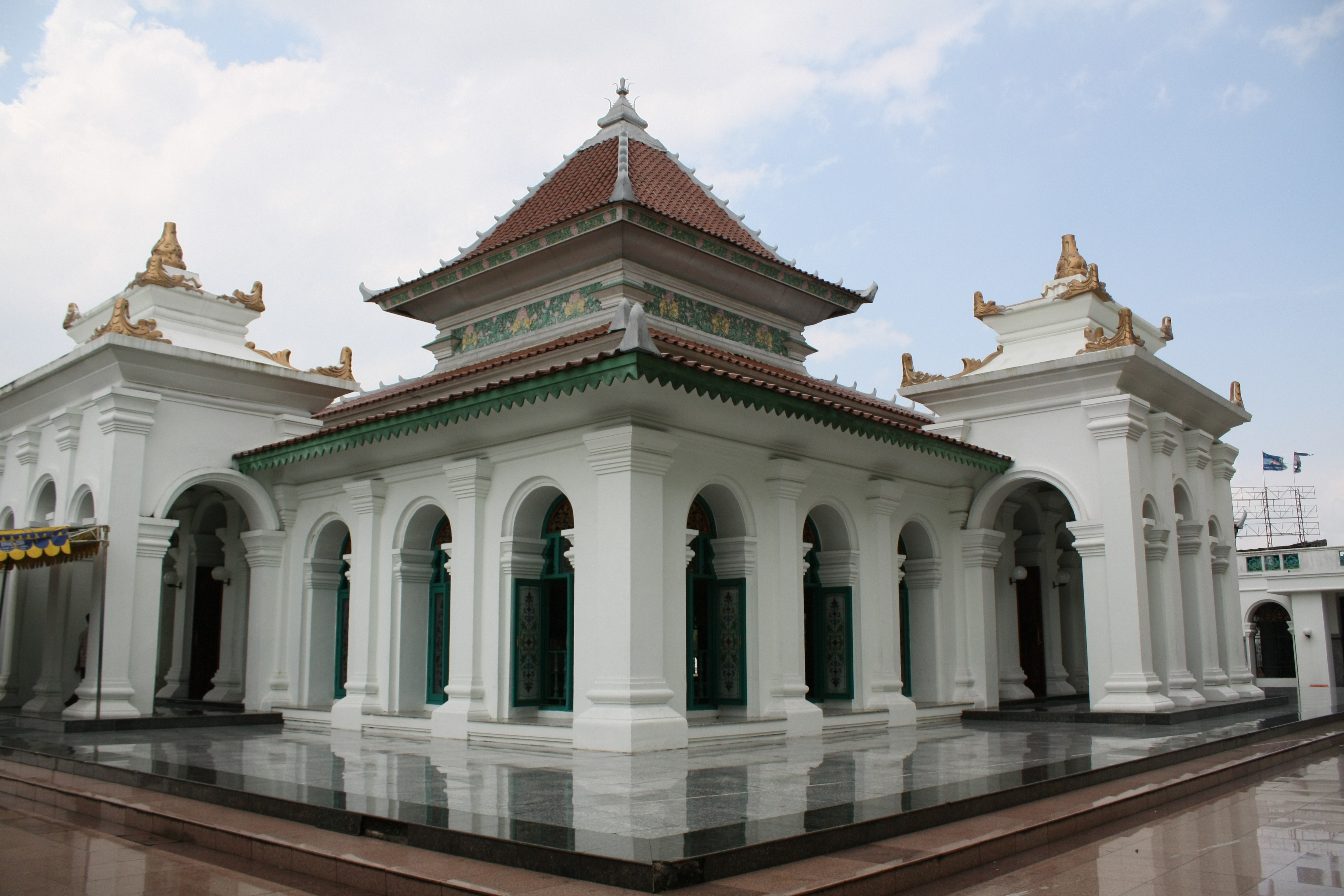
Grote Moskee van Palembang

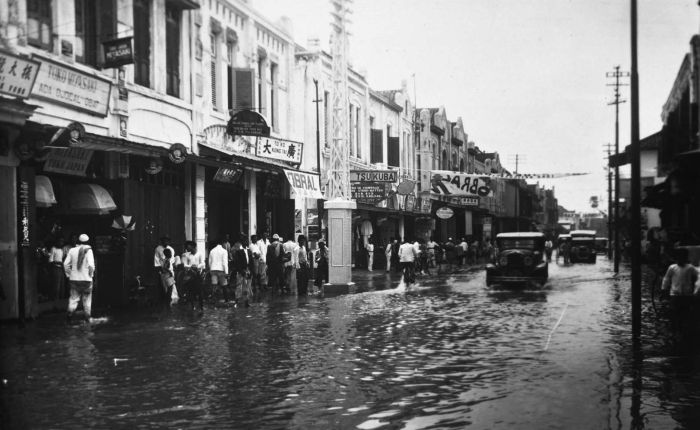
Hoogwater in Palembang, 1932

Palembang (klemtoon op lem) is de hoofdstad van de Indonesische provincie Zuid-Sumatra (Sumatera Selatan). Het is de op een na grootste stad van Sumatra (na Medan) en de zesde stad van Indonesië. De stad heeft meer dan een miljoen inwoners. Palembang wordt in tweeën gedeeld door de rivier de Musi, de langste rivier van Sumatra. Het noordelijke deel van de stad wordt Ilir ("stroomafwaarts") genoemd, het zuidelijke deel Ulu ("stroomopwaarts"). De twee stadsdelen worden verbonden door de enorme Amperabrug, als herstelbetaling gebouwd door de Japanners op bevel van Soekarno. In 1964 werd de brug in gebruik genomen.
Palembang is vooral een industrie- en communicatiecentrum. De economie van de stad is vooral gebaseerd op steenkool, plantagelandbouw, olieraffinaderijen en de productie van kunstmest. De Pusri-kunstmestfabriek is volgens eigen zeggen de grootste van Azië. Palembang heeft een luchthaven, Badaruddin, twaalf kilometer ten noorden van de stad gelegen.
De naam komt volgens de officiële versie van Pa/Pe wat 'plaats' betekent en Lembang/Lembeng wat 'laag/nat land' betekent. De naam van de stad kan ook komen van het woord limbang, dat 'wassen van gouderts' betekent. Palembang was meer dan driehonderd jaar lang (van eind 7e tot begin 11e eeuw) het belangrijkste handelscentrum van Zuidoost-Azië.
Palembang is bekend om zijn textiel (o.a. songket, jumputan pelangi en prada) en zijn lakwerk met goud- of rood- en zwartgekleurde patronen op bijvoorbeeld potten van mahoniehout of keramiek en meubilair.

## Bevolking
Palembang kent een aanzienlijke Chinese gemeenschap.

## Geschiedenis

### Srivijaya
Zo'n duizend jaar geleden was Palembang de hoofdstad van het machtige Shrivijaya-koninkrijk. Volgens de overlevering daalde de eerste koning van Shrivijaya op een kleine heuvel ten westen van de stad (Bukit Seguntang) uit de hemelen neer. Hij wordt gezien als de voorouder van alle Maleise heersers.

### Tussen China en Java
Na de politieke ondergang van het Shrivijaya-rijk bleef Palembang een belangrijke haven, zwoegend onder de Javaanse heerschappij. In 1370 stuurde Palembang een missie naar China om bij de opkomende Ming-dynastie om diplomatieke erkenning te vragen. De Ming-keizer zond gezanten naar de stad met documenten waarin Palembang als vazalstaat van China erkend werd. De gezanten werden echter opgewacht door de Javanen, naar Java gebracht en aldaar vermoord.
In 1392 deed de heerser van Palembang, Parameswara, een poging om onafhankelijkheid te verwerven maar een Javaanse vloot vernietigde daarop de dorpen op Banka, de belangrijkste maritieme basis van Parameswara. Hij vluchtte naar Singapore en vestigde in 1400 een nieuwe basis in Malakka, die in de 15e eeuw het centrum vormde van de handel tussen de Indonesische archipel, China en India. Volgens Chinese bronnen bleven na de vlucht van Parameswara een paar duizend Chinezen achter in Palembang. Hun leider werd al gauw verdreven door een Chinese zeerover die de stad veranderde in een zeeroversnest. Een Chinese zee-expeditie nam de piraat gevangen en bracht hem terug naar China waar hij in het openbaar gewurgd werd.
In de 16e eeuw was Palembang niet langer een Chinese enclave maar een belangrijke haven onder Javaans bestuur en gedomineerd door de Javaanse cultuur. Het is niet precies bekend hoe deze overgang heeft plaatsgevonden.

### Nederlandse periode en Japanse bezetting
In de VOC-periode was Palembang een belangrijke handelspost voor peper en tin.
Op 8 februari 1942 werd het vliegveld met de daarop staande gevechtsvliegtuigen gebombardeerd door de Japanners. Nagenoeg alle vliegtuigen van de geallieerden gingen verloren.

## Burgemeester/Walikota
In 1906 kreeg Palembang een gemeenteraad voorgezeten door een assistent-resident; vanaf 1920 kreeg ze als stadsgemeente een eigen burgemeester.
Nederlands-Indische tijd
- P.E.E.J. le Cocq d'Armandville (1920-1929)
- Ir. R.C.A.F.J. van Lissa Nessel (1929-1934)
- F.H. van de Wetering (1934-1938)
- Mr. L. van Dijk (1939-1941)
- Mr. P.H.M. Hildebrand (1941-1942)

## Verkeer en vervoer
In juli 2018 is de Palembang LRT in gebruik genomen. Deze lightrail verbindt de Internationale luchthaven Sultan Mahmud Badaruddin II met het centrum en met het zuidoosten van de stad. Voor het wegennet is de Amperabrug een belangrijke schakel, en vormt daardoor een knelpunt.

 In het zuiden ligt treinstation Kertapati  waar vandaan naar het oosten (tot aan Lubuklinggau) en het uiterste zuiden (Bandar Lampung) van Sumatra gereisd kan worden.

## Aziatische spelen 2018
Samen met Jakarta organiseerde Palembang de Aziatische Spelen 2018, waarvoor onder andere het Bumi Sriwijayastadion gebruikt werd.

## Bekende inwoners van Palembang

### Geboren
- Jules Ancion (1924-2011), hockeyinternational en -coach
- Gerard Carlier (1917-1995), atleet
- Willem Karel Hendrik Feuilletau de Bruyn (1886-1972), militair en schrijver
- Gerard Tichelman (1893-1962), indoloog, conservator
- Hans van Nauta Lemke (1924-2021), elektrotechnisch ingenieur en onderwijsbestuurder
- Tito Karnavian (1964), hoofdcommissaris van de Indonesische politie en minister van binnenlandse zaken

## Nederlandse bisschoppen van Palembang
- H.M. Mekkelholt (1939-1963)
- J.H. Soudant (1963-1997)